# Трент (река)
Трент (англ. Trent) — одна из важных рек Великобритании. Берёт начало на юго-западных склонах Пеннинских гор в Стаффордшире, протекает по графствам Ноттингемшир, Дербишир, Линкольншир и Йоркшир. Впадает в эстуарий Хамбер Северного моря. Длина реки 298 километров, из которых судоходно 188 (от устья до Ноттингема).
На берегах реки расположены города Сток-он-Трент, Бертон-Апон-Трент, Ноттингем, Гейнсборо. Крупнейшие притоки — Блайт, Девон, Грит, Дав, Деруэнт, Идл, Лин, Мис, Сор, Сау, Тейм, Эреуош.